# グアム・シップヤード
グアム・シップヤード（英語: Guam Shipyard）は、グアムサッカーリーグに所属するサッカークラブである。

## 歴史
元々はコンチネンタル・ミクロネシア・Gフォース（Continental Micronesia G-Force）の名前で活動していたが、90年代末にコールス・ライト・シウバー・バレッツ（Coors Light Silver Bullets）に改名した。その後、2002年に現在のグアム・シップヤードに改名して活動している。

## タイトル
- グアムサッカーリーグ1部[2]

優勝 (9) : 1995, 1996, 1999, 2000, 2001, 2002, 2003, 2005, 2006
準優勝 (5) : 2007, 2008, 2012, 2013, 2014
- グアムFAカップ[3]

優勝 (4) : 2010, 2012, 2015, 2017
準優勝 (2): 2009, 2016

## 歴代所属選手
- ザチャリー・パンゲリナン（2005-2008）
- ジェイソン・カンリフ（2010-2012）